# Pedosy (rejon chmielnicki)
Pedosy (ukr. Педоси) – wieś na Ukrainie, w obwodzie winnickim, w rejonie chmielnickim, w hromadzie Chmielnik. W 2001 liczyła 253 mieszkańców, spośród których 248 wskazało jako ojczysty język ukraiński, 4 rosyjski, a 1 białoruski.